# Котів (Тернопільський район)

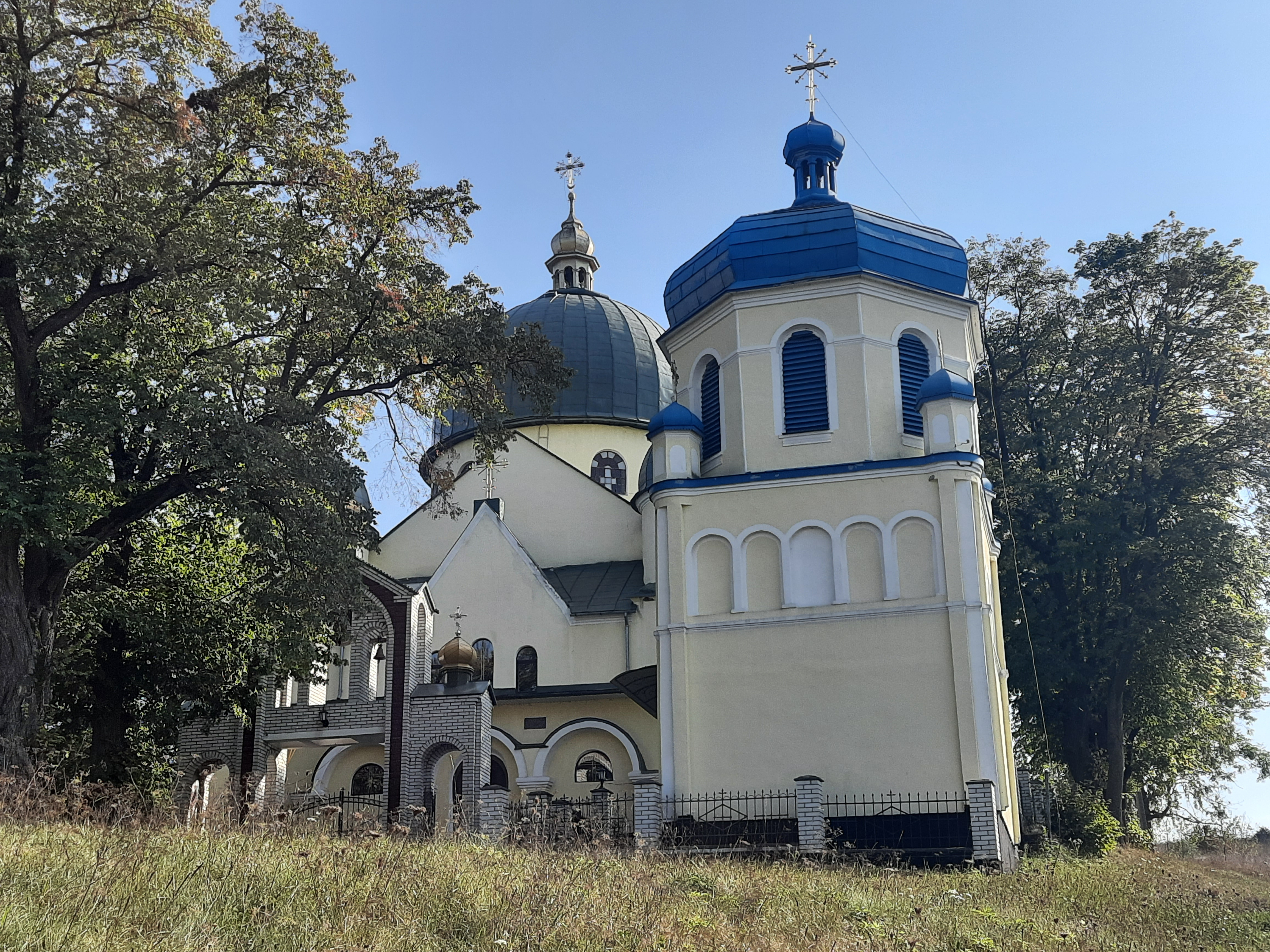
Церква Покрови Пресвятої Богородиці

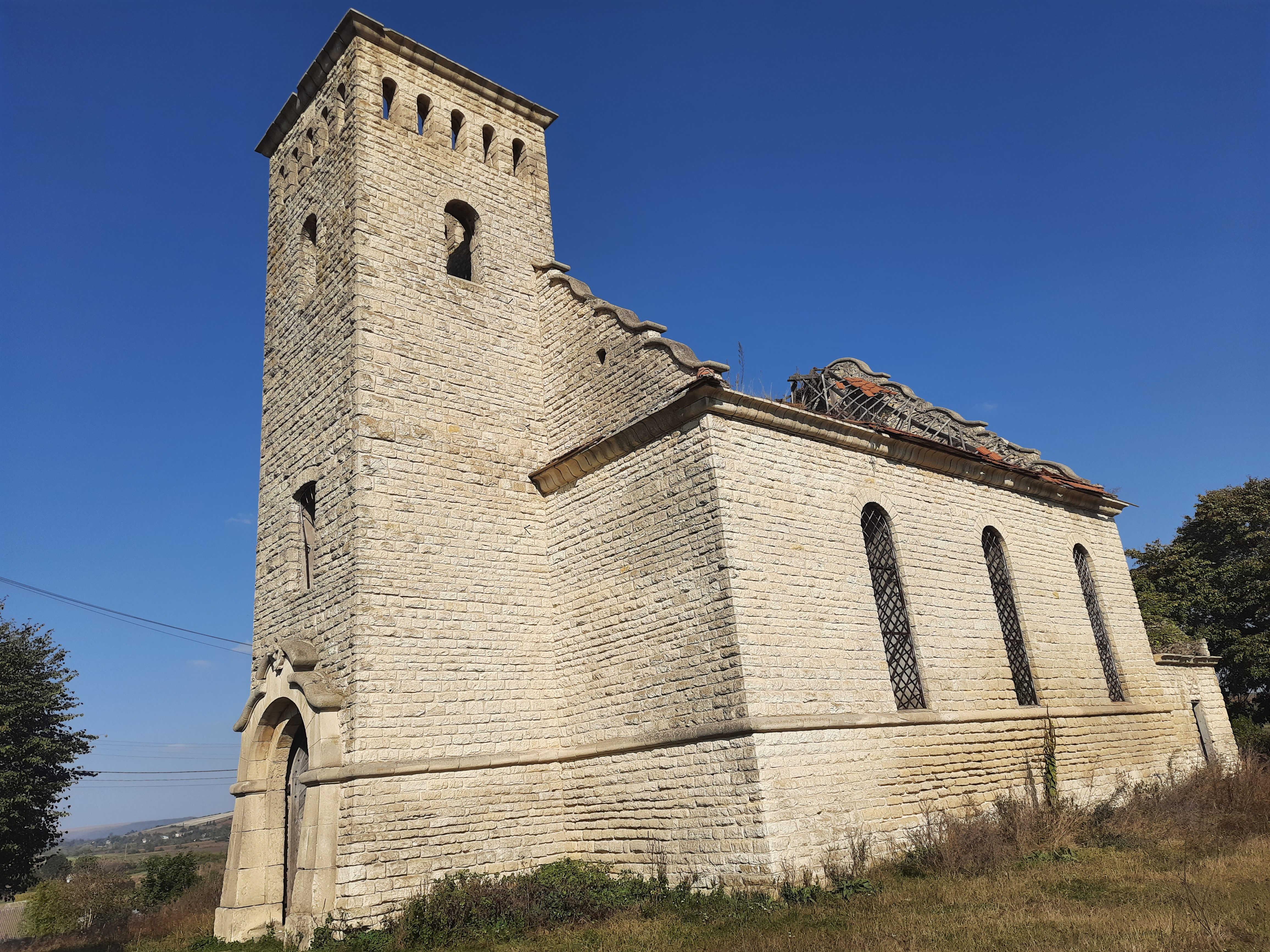
Костел (1927)

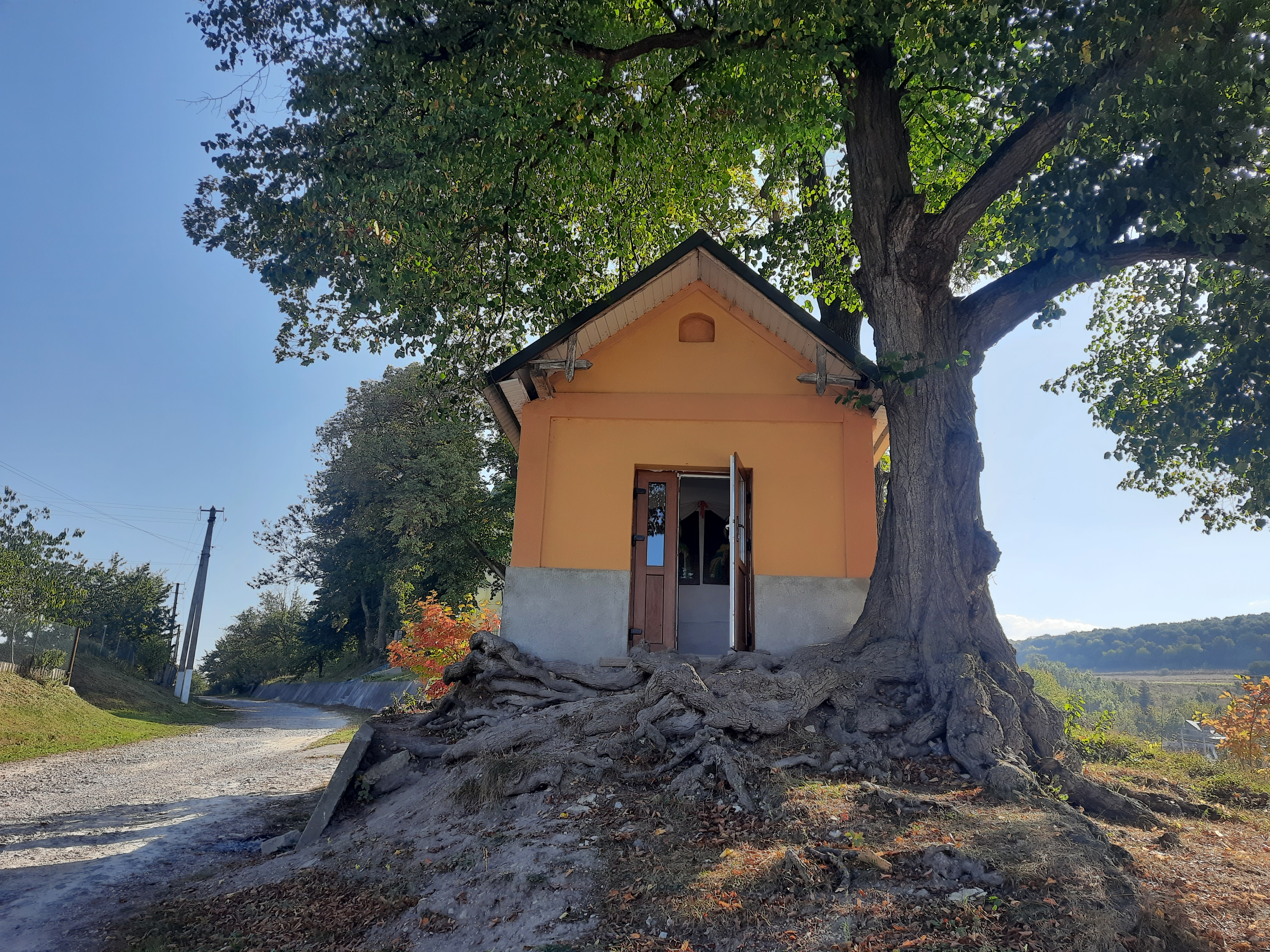
Капличка

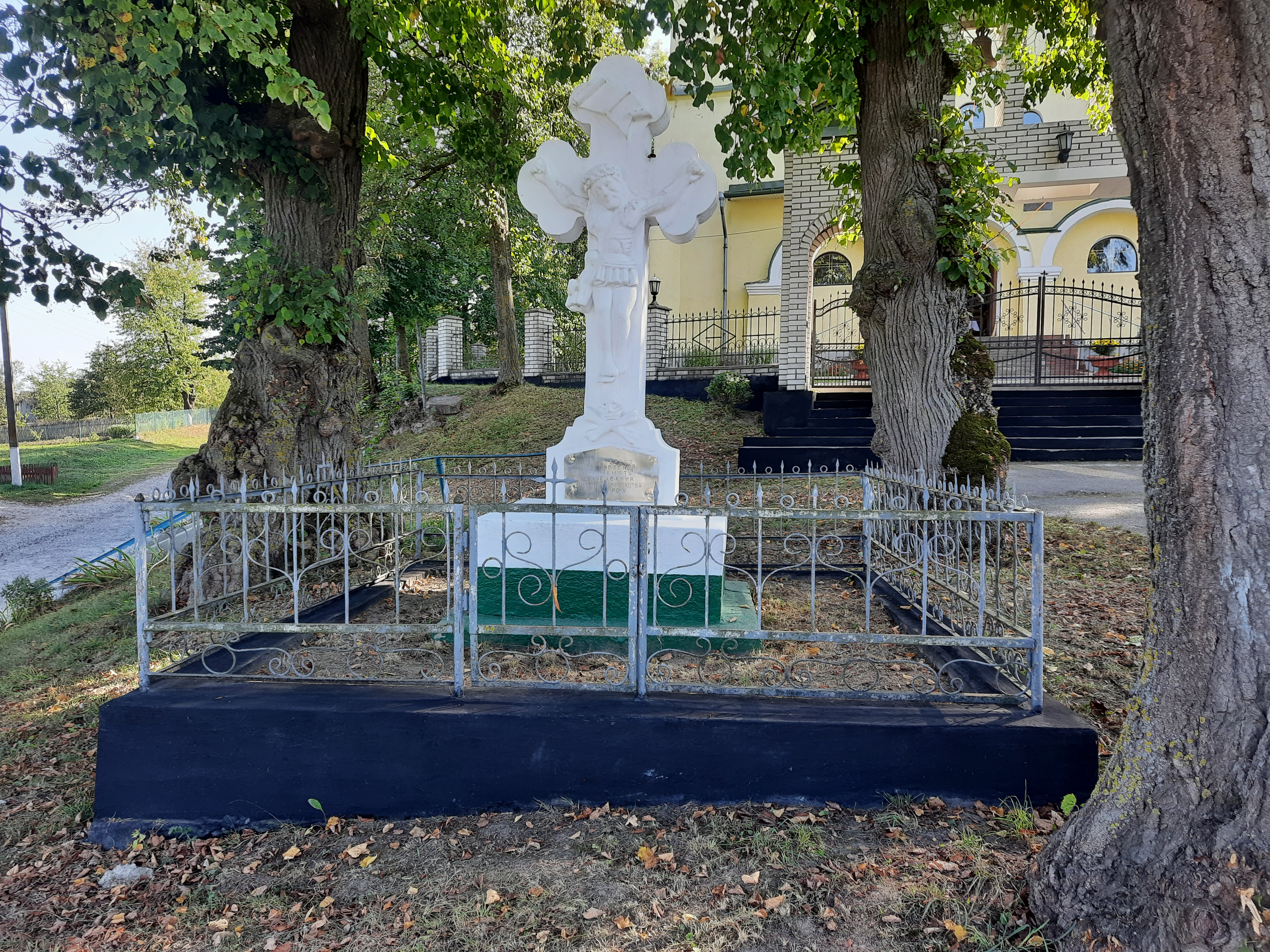
Хрест на честь скасування панщини (1848)

Ко́тів —  село в Україні, у Саранчуківській сільській громаді Тернопільського району Тернопільської області.
До 2017 — центр однойменної сільради. Від 2017 року ввійшло у склад Саранчуківської сільської громади.

## Географія
Розташоване на березі р. Золота Липа. У селі є вулиці: Гірська, Лісова та Центральна.

### Клімат
Для села характерний помірно континентальний клімат. Котів розташований у «холодному Поділлі» — найхолоднішому регіоні Тернопільської області.
| Клімат Котова             | Клімат Котова | Клімат Котова | Клімат Котова | Клімат Котова | Клімат Котова | Клімат Котова | Клімат Котова | Клімат Котова | Клімат Котова | Клімат Котова | Клімат Котова | Клімат Котова | Клімат Котова |
| Показник                  | Січ.          | Лют.          | Бер.          | Квіт.         | Трав.         | Черв.         | Лип.          | Серп.         | Вер.          | Жовт.         | Лист.         | Груд.         | Рік           |
| Середній максимум, °C     | −1,1          | 0,3           | 5,4           | 13,3          | 19,4          | 22,5          | 23,8          | 23,2          | 18,9          | 13,0          | 5,9           | 1,0           | 12            |
| Середня температура, °C   | −4,1          | −2,6          | 1,7           | 8,4           | 14,0          | 17,2          | 18,5          | 17,8          | 13,8          | 8,4           | 2,9           | −1,6          | 7             |
| Середній мінімум, °C      | −7,1          | −5,5          | −2            | 3,6           | 8,6           | 11,9          | 13,2          | 12,4          | 8,7           | 3,9           | 0,0           | −4,1          | 3             |
| Норма опадів, мм          | 32            | 31            | 33            | 50            | 77            | 91            | 95            | 70            | 55            | 38            | 37            | 39            | 648           |
| ------------------------- | ------------- | ------------- | ------------- | ------------- | ------------- | ------------- | ------------- | ------------- | ------------- | ------------- | ------------- | ------------- | ------------- |
| Джерело: climate-data.org |               |               |               |               |               |               |               |               |               |               |               |               |               |

## Історія
Поблизу села виявлено археологічні пам'ятки висоцької культури.
Відоме від XVI ст. як Кутів.
Якоб де Логау — архітектор, після смерті Адама Миколая Сенявського за рішенням вдови померлого Ельжбети Гелени став комендантом бережанського замку та дідичем Котова.
У XVII—XIX ст. Котовим володіла, зокрема, родина Потоцьких, від якої він перейшов до Червінських, згодом — до Порадовських. Міські права населений пункт отримав за Потоцьких. Вони спорудили замок, який у XVIII ст. перебудували на палац.
1902 р. унаслідок пожежі згоріло 18 господарств.
Під час Першої світової війни майже всі будівлі, з-поміж яких церква, були знищені.
Діяли «Просвіта», «Сільський господар» та інші українські товариства, кооператив.
У травні 2015 року парафія УАПЦ Покрова Пресвятої Богородиці перейшла до складу УПЦ КП.
12 червня 2020 року, відповідно до Розпорядження Кабінету Міністрів України від  № 724-р «Про визначення адміністративних центрів та затвердження територій територіальних громад Тернопільської області», село увійшло до складу Саранчуківської сільської громади.
19 липня 2020 року, в результаті адміністративно-територіальної реформи та ліквідації Бережанського району, село увійшло до складу новоутвореного Тернопільського району.

## Населення
У 2001 році в селі проживала 531 особа. Дворів — 167.
Населення села в минулому:
| Рік  | Число осіб | Українців греко-католиків | Поляків та римо-католиків | Польських колоністів | Євреїв |
| ---- | ---------- | ------------------------- | ------------------------- | -------------------- | ------ |
| 1900 | 1044       | 825                       | 201                       | 0                    | 18     |
| 1939 | ▲ 1500     | ▲ 1040                    | ▲ 140                     | 220                  | ▼ 0    |

За даними перепису населення 2001 року, мовний склад населення села був таким:
| Мова       | Число ос. | Відсоток |
| ---------- | --------- | -------- |
| українська |           | 99,44    |
| російська  |           | 0,56     |

## Політика
Від 28 квітня 2012 року село належить до виборчого округу 165.

## Пам'ятки

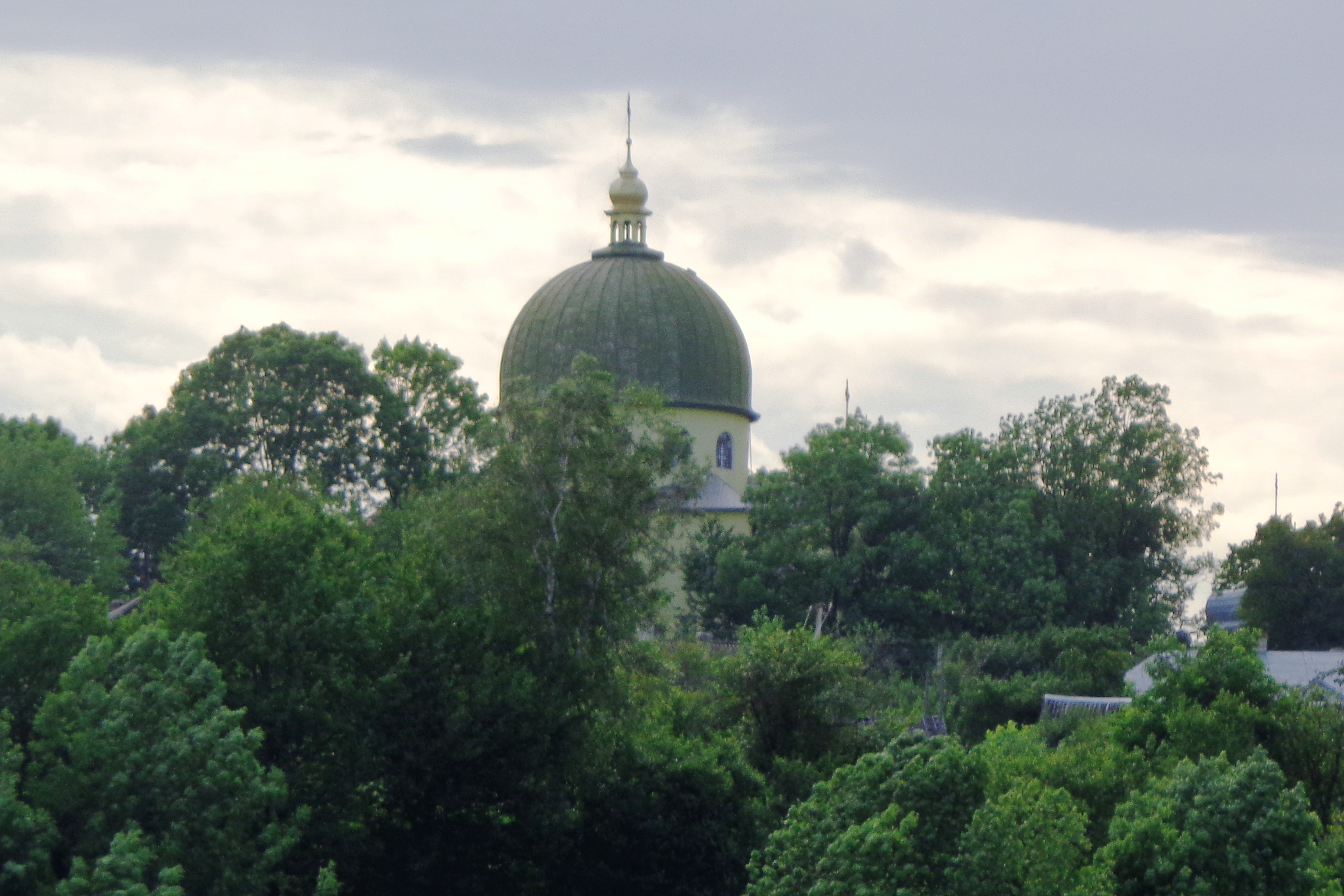
Церква святої Покрови в Котові

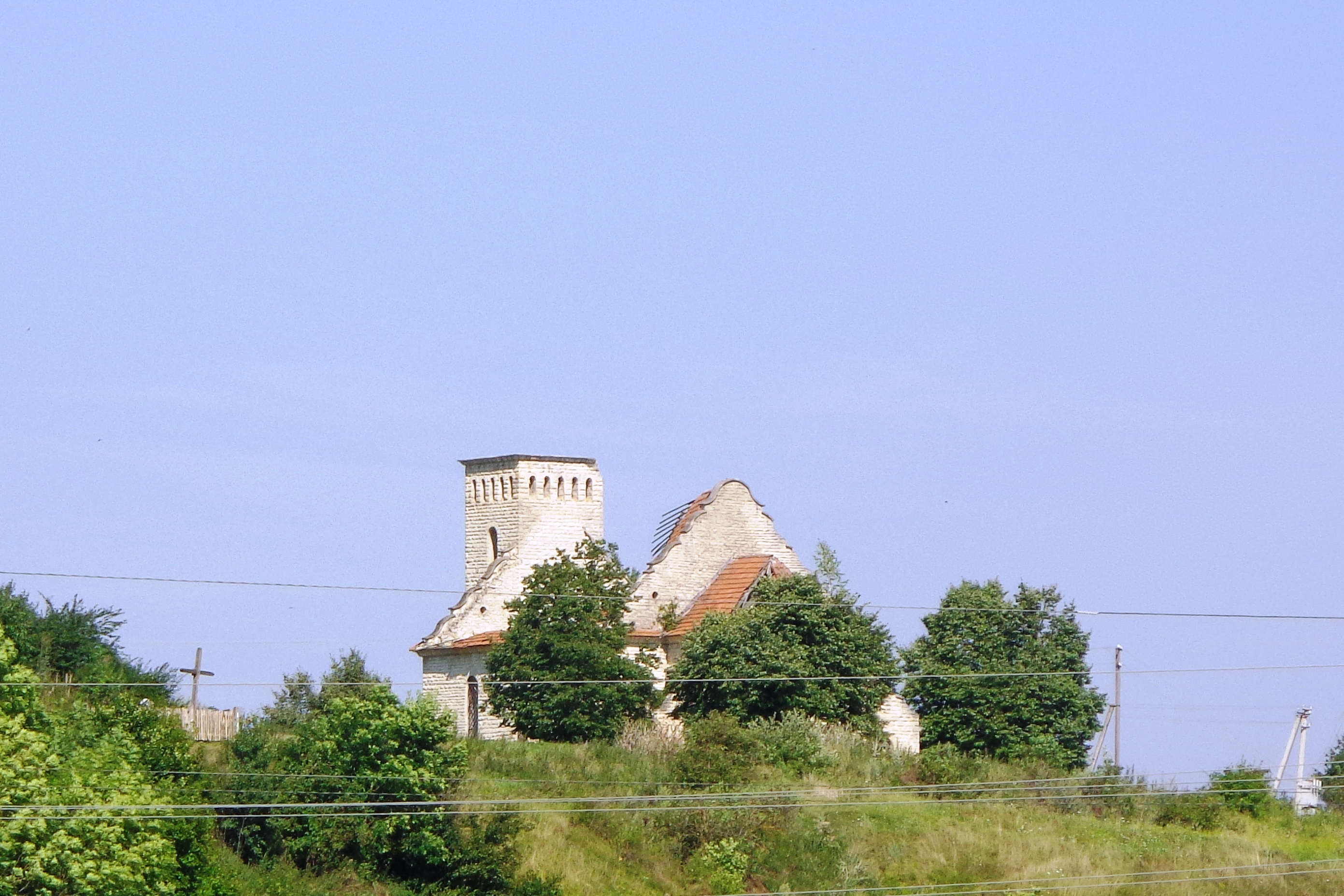
Руїни костелу в Котові

Є церква Покрови Пресвятої Богородиці (1936, мурована).
Встановлено пам'ятні хрести на честь скасування панщини і 950-річчя Хрещення України, насипано символічну могилу воякам УПА (1991). Також у селі є польський костел, збудований у ХІХ ст.

## Соціальна сфера
Діють загальноосвітня школа 1-2 ступ., клуб, бібліотека, ФАП.

## Відомі люди

### Народилися
- Мирослав Лабунька  (1927—2003) — український історик,  громадський, політичний, церковний і науковий діяч. Професор, ректор Українського вільного університету в Мюнхені (ФРН).
- Богдан Семенець (1990) — український футболіст, нападник.